# Felinele Fulger
Felinele Fulger (engleză ThunderCats) este un serial de animație american dezvoltat de Ethan Spaulding și Michael Jelenic pentru Cartoon Network. Un reboot al serialului original de televiziune cu același nume care a rulat din 1985 până în 1989, Felinele Fulger a fost produs de Warner Bros. Animation și Studio 4°C și a combinat elemente din animația occidentală cu anime în stilul japonez. Serialul a început cu o premieră de o oră pe Cartoon Network pe 29 iulie 2011.
Premiera în România a fost pe 14 mai 2012 pe canalul Cartoon Network.
Inițial propus pentru 52 de episoade, a fost confirmat de regizorul de artă Dan Norton devreme în 2013 că serialul a fost anulat după un singur sezon. În 2015, Cartoon Network a declarat că Felinele Fulger, Titanul simbionic și Feriți-vă de Batman au fost anulate din motive financiare. 
Reluări ale serialului s-au difuzat mai târziu pe blocul Toonami al lui Adult Swim.

## Despre serial
Regatul Thundera a fost, de generații și generații, casa "Felinelor Fulger", până în ziua în care armata șopârlelor, condusă de vrăjitorul Mumm-Ra și Grune Distrugătorul au atacat și au cucerit regatul. Câțiva supraviețuitori neînfricați pornesc în aventura vieții lor, în căutarea cărții care le poate arăta cum să-l învingă pe vrăjitor. Nu doar că trebuie să înfrunte toate pericolele care le stau în cale, dar trebuie să aibă grijă ca prețioasa carte să nu cadă în mâinile adversarilor, care o pot folosi în scopuri malefice.

## Episoade
| Premiera în România | Nr | Titlu în română                   | Titlu original              |
| ------------------- | -- | --------------------------------- | --------------------------- |
|                     |    |                                   |                             |
| PRIMUL SEZON        |    |                                   |                             |
|                     |    |                                   |                             |
| 14.05.2012          | 01 | Semne prevestitoare               | Omens                       |
| 14.05.2012          | 02 | Semne prevestitoare               | Omens                       |
|                     |    |                                   |                             |
| 15.05.2012          | 03 | Ramlak se ridică                  | Ramlak Rising               |
|                     |    |                                   |                             |
| 16.05.2012          | 04 | Cântecul petalarilor              | Song of the Petalars        |
|                     |    |                                   |                             |
| 17.05.2012          | 05 | Vechi prieteni                    | Old Friends                 |
|                     |    |                                   |                             |
| 18.05.2012          | 06 | Călătorie spre turnul semnelor    | Journey to the Cat’s Lair   |
|                     |    |                                   |                             |
| 21.05.2012          | 07 | Moștenirea                        | Legacy                      |
|                     |    |                                   |                             |
| 22.05.2012          | 08 | Duelistul și călătorul            | The Duelist and the Drifter |
|                     |    |                                   |                             |
| 23.05.2012          | 09 | Berbils                           | Berbils                     |
|                     |    |                                   |                             |
| 24.05.2012          | 10 | Vedere mai presus de vedere       | Sight Beyond Sight          |
|                     |    |                                   |                             |
| 25.05.2012          | 11 | Padurea magilor Oar               | The Forest of Magi Oar      |
|                     |    |                                   |                             |
| 28.05.2012          | 12 | În planul astral                  | Into the Astral Plane       |
|                     |    |                                   |                             |
| 29.05.2012          | 13 | Între frați                       | Between Brothers            |
|                     |    |                                   |                             |
| 29.09.2012          | 14 | Alianțe noi                       | New Alliances               |
|                     |    |                                   |                             |
| 30.09.2012          | 15 | Încercările lui Lion-O            | Trials of Lion-O            |
| 06.10.2012          | 16 | Încercările lui Lion-O            | Trials of Lion-O            |
|                     |    |                                   |                             |
| 07.10.2012          | 17 | Fiul rătăcitor                    | Native Son                  |
|                     |    |                                   |                             |
| 13.10.2012          | 18 | Supraviețuirea celui mai puternic | Surival of the Fittest      |
|                     |    |                                   |                             |
| 14.10.2012          | 19 | Groapa                            | The Pit                     |
|                     |    |                                   |                             |
| 20.10.2012          | 20 | Blestemul lui Ratilla             | Curse of Ratilla            |
|                     |    |                                   |                             |
| 21.10.2012          | 21 | Învierea săbiilor                 | Birth of the Blades         |
|                     |    |                                   |                             |
| 27.10.2012          | 22 | Sacul etern                       | The Forever Bag             |
|                     |    |                                   |                             |
| 28.10.2012          | 23 | Rețeta dezastrului                | Recipe for Disaster         |
|                     |    |                                   |                             |
| 03.11.2012          | 24 | Hoțul de suflete                  | The Soul Sever              |
|                     |    |                                   |                             |
| 04.11.2012          | 25 | Ce se află deasupra               | What Lies Above             |
| 10.11.2012          | 26 | Ce se află deasupra               | What Lies Above             |
|                     |    |                                   |                             |

## Legături externe
- Felinele Fulger pe Facebook
- Felinele Fulger la Internet Movie Database
- Felinele Fulger la TV.com
- Felinele Fulger la Big Cartoon DataBase
- Felinele Fulger (anime) la Enciclopedia Anime News Network
- Revizuire avansată Arhivat în 23 iulie 2011, la Wayback Machine. la AnimationInsider.net